# Jocs Olímpics d'Estiu de 1984
Els Jocs Olímpics d'Estiu de 1984, oficialment anomenats Jocs de la XXIII Olimpíada, es van celebrar a la ciutat de Los Angeles (Estats Units d'Amèrica) entre el 28 de juliol i el 12 d'agost de 1984. Hi van participar 6.829 atletes (5.2263 homes i 1.566 dones) de 140 comitès nacionals, que competien en 24 esports i 221 especialitats.
Com a resposta al boicot polític realitzat als Jocs Olímpics d'Estiu de 1980 realitzats a Moscou (Unió Soviètica) per part de les principals potències occidentals, en aquesta edició les potències comunistes com la Unió Soviètica, la República Democràtica d'Alemanya, Polònia, Bulgària o Cuba es van abstenir de particiar-hi. De fet, en els Jocs Olímpics de Mont-real 1976 els països que ara protagonitzaven el boicot havien guanyat el 58% del total de medalles d'or. Per la seva part, a Los Angeles, Romania va guanyar el nombre més gran de medalles olímpiques de la seva història.

## Antecedents
En la 80a Sessió Plenària del Comitè Olímpic Internacional (COI), realitzada el 18 de maig de 1978 a Atenes (Grècia), s'escollí com a seu dels Jocs Olímpics d'estiu de 1984 a la ciutat de Los Angeles com a única candidata per a realitzar l'esdeveniment.
Aquesta fou la segona vegada que la ciutat allotjava els Jocs Olímpics d'estiu després de la realització dels Jocs Olímpics d'Estiu de 1932, convertint-se en la tercera ciutat en ser doblement seu d'uns Jocs Olímpics d'estiu després de París (1900 i 1924) i Londres (1908 i 1948).

## Comitès participants

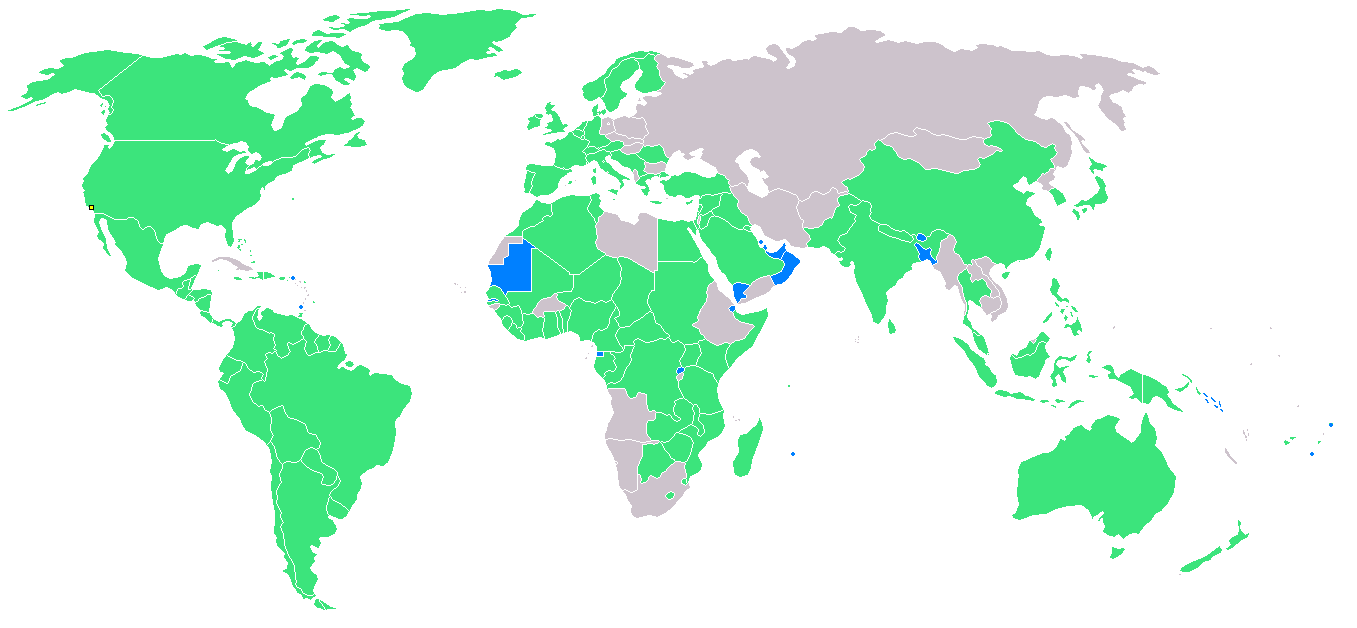
Països participants. Les nacions sombrejades de color blau participaren per primera vegada en aquests jocs.

En aquests Jocs participaren un total de 140 comitès nacionals diferents, sent l'edició fins al moment en què major participació de països hi hagué. En aquesta Jocs participaren per primera vegada Bahrain, Bangladesh, Bhutan, Djibouti, Guinea Equatorial, Gàmbia, Grenada, Iemen del Nord, Salomó, Illes Verges Britàniques, Mauritània, Maurici, Oman, Qatar, República Popular de la Xina, Ruanda, Samoa, Tonga i la Unió dels Emirats Àrabs.
Retornaren a la competició Antigua i Barbuda, Antilles Neerlandeses, Aràbia Saudita, Argentina, Bahames, Barbados, Belize, Bermudes, Bolívia, Canadà, Corea del Sud, Costa d'Ivori, Egipte, Estats Units d'Amèrica, Fiji, Filipines, Gabon, Gàmbia (antigament Dahomey), Ghana, Haití, Hondures, Hong Kong, les Illes Caiman, Illes Verges dels Estats Units, Indonèsia, Israel, Japó, Kenya, Libèria, Liechtenstein, Malàisia, Malawi, el Marroc, Mònaco, Níger, Noruega, Pakistan, Panamà, Papua Nova Guinea, Paraguai, República Centreafricana, República Federal d'Alemanya, República Popular de la Xina, El Salvador, Singapur, Somàlia, Sudan, Surinam, Swazilàndia, Tailàndia, Togo, Tunísia, Turquia, el Txad, Uruguai, Xile, Xina Taipei, Zaire (anteriorment Congo Kinshasa).
Refusaren participar, per motius econòmics o polítics, en els Jocs de Los Angeles Albània, Alt Volta, Iran i Líbia.
| - Algèria (32) - Andorra (2) - Antilles Neerl. (8) - Antigua i Barbuda (13) - Aràbia Saudita (40) - Argentina (87) - Austràlia (246) - Àustria (102) - Bahames (22) - Bahrain (10) - Bangladesh (1) - Barbados (16) - Bèlgica (67) - Belize (11) - Benín (3) - Bermudes (12) - Bhutan (6) - Birmània (1) - Bolívia (12) - Botswana (7) - Brasil (151) - Camerun (49) - Canadà (439) - Colòmbia (37) - Congo (10) - Corea del Sud (204) - Costa d'Ivori (12) - Costa Rica (28) - Dinamarca (63) - Djibouti (3) - Egipte (114) - Equador (10) - Espanya (185) - Estats Units (615) - Filipines (20) | - Fiji (15) - Finlàndia (88) - França (243) - Gabon (4) - Gàmbia (7) - Ghana (23) - Grècia (51) - Grenada (7) - Guatemala (24) - Guinea (3) - Guinea Equatorial (5) - Guyana (6) - Haití (4) - Hondures (12) - Hong Kong (48) - Iemen del Nord (2) - Illes Caiman (8) - Salomó (3) - Illes Verges UK (9) - Illes Verges EUA (33) - Índia (48) - Indonèsia (16) - Iraq (24) - Irlanda (43) - Islàndia (32) - Israel (31) - Itàlia (305) - Iugoslàvia (143) - Jamaica (45) - Japó (247) - Jordània (12) - Kenya (60) - Kuwait (23) - Lesotho (4) - Líban (21) | - Libèria (9) - Liechtenstein (7) - Luxemburg (5) - Madagascar (4) - Malàisia (21) - Malawi (15) - Mali (4) - Malta (8) - Marroc (40) - Maurici (4) - Mauritània (4) - Mèxic (99) - Moçambic (9) - Mònaco (8) - Nepal (11) - Nicaragua (25) - Níger (3) - Nigèria (33) - Noruega (104) - Nova Zelanda (130) - Oman (16) - Països Baixos (127) - Pakistan (29) - Panamà (8) - Papua Nova Guinea (7) - Paraguai (14) - Perú (38) - Portugal (39) - Puerto Rico (51) - Qatar (27) - Regne Unit (338) - Rep. Centreafricana (2) - Rep. Dominicana (39) - RFA (394) - Romania (125) | - Ruanda (3) - El Salvador (10) - Samoa (8) - San Marino (19) - Senegal (24) - Seychelles (9) - Sierra Leone (7) - Singapur (4) - Síria (7) - Somàlia (7) - Sri Lanka (4) - Sudan (5) - Suècia (176) - Suïssa (129) - Surinam (5) - Eswatini (8) - Tailàndia (35) - Tanzània (18) - Tonga (7) - Togo (6) - Trinitat i Tobago (16) - Tunísia (23) - Turquia (47) - Txad (3) - Uganda (26) - Unió dels Emirats Àrabs (7) - Uruguai (19) - Veneçuela (26) - Xile (57) - R.P. de la Xina (219) - Xina-Taipei (59) - Xipre (10) - Zaire (8) - Zàmbia (16) - Zimbàbue (16) |

### Boicot polític

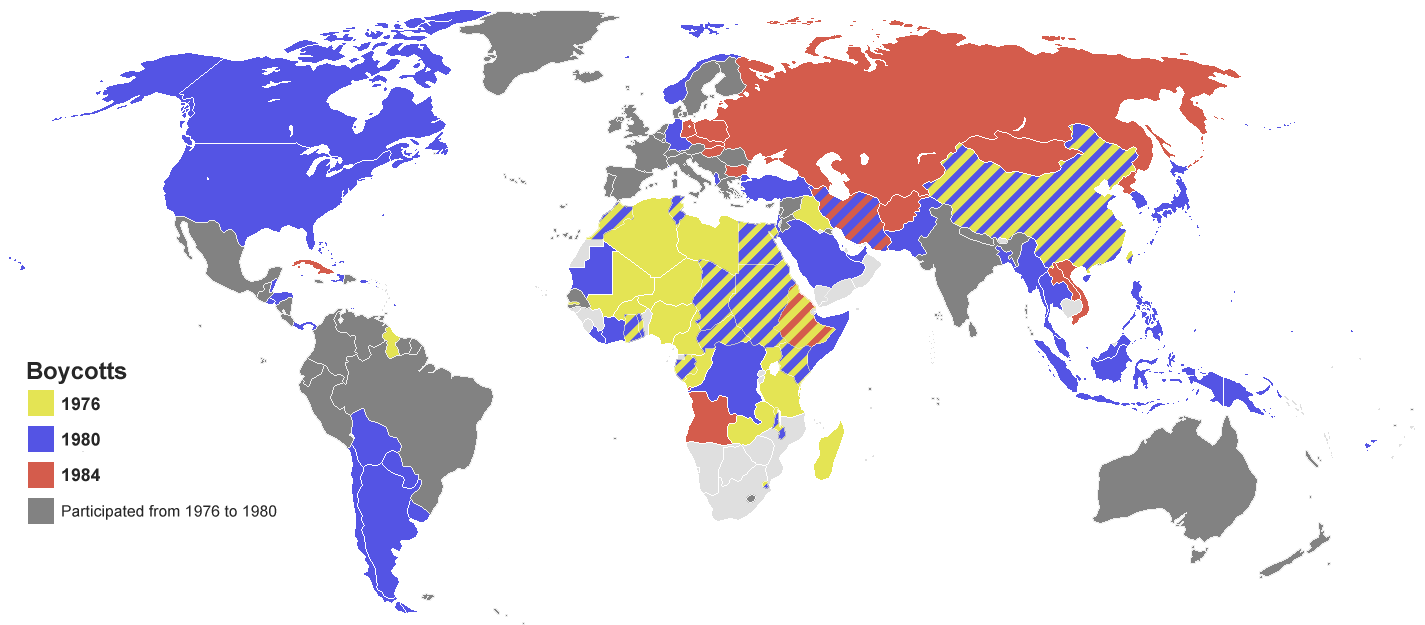
Països que participaren en els diferents boicots polítics (1976-1984).

14 comitès olímpics nacionals, integrants del bloc comunista dins de la denominada Guerra freda, decidiren secundar el boicot polític capitanejat per la Unió Soviètica:
| - Afganistan - Angola - Bulgària - Corea del Nord - Cuba - Etiòpia - Hongria | - Laos - Mongòlia - Polònia - RDA - Txecoslovàquia - Unió Soviètica - Vietnam |

## Esports disputats
En aquests Jocs Olímpics es diputaren 221 proves de 24 esports diferents:

## Seus

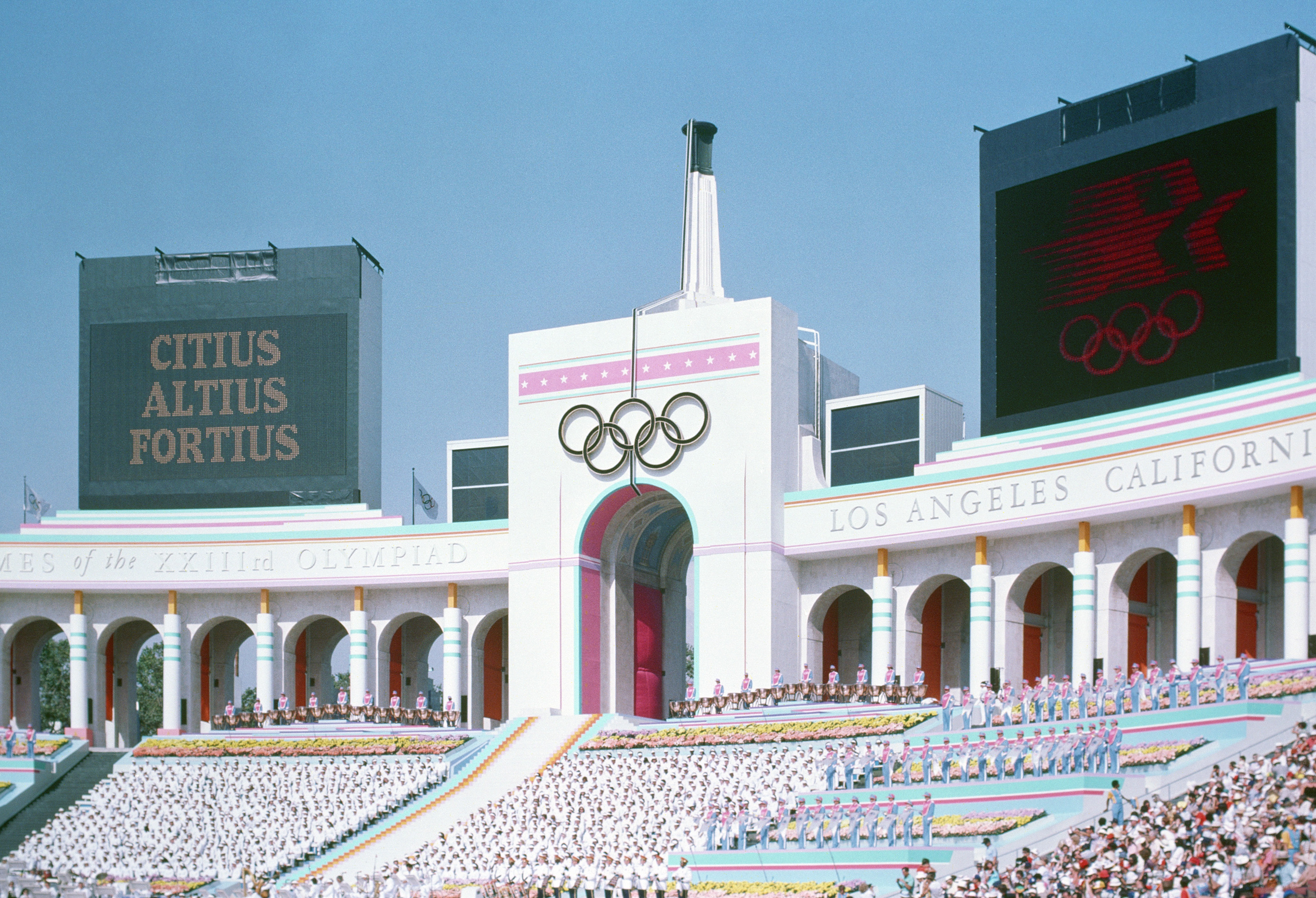
Cerimònia d'obertura al Los Angeles Memorial Coliseum

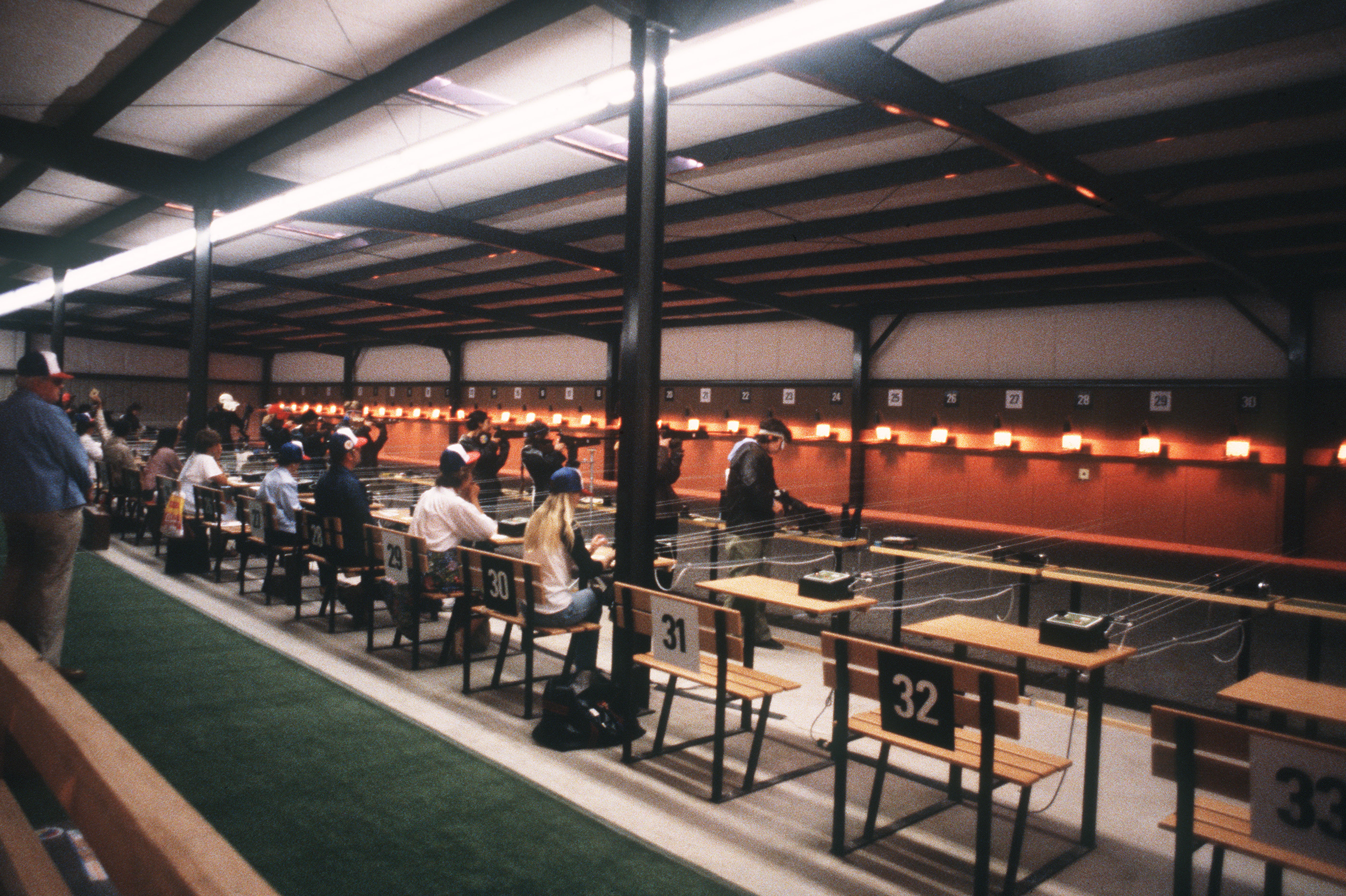
Olympic Shooting Range

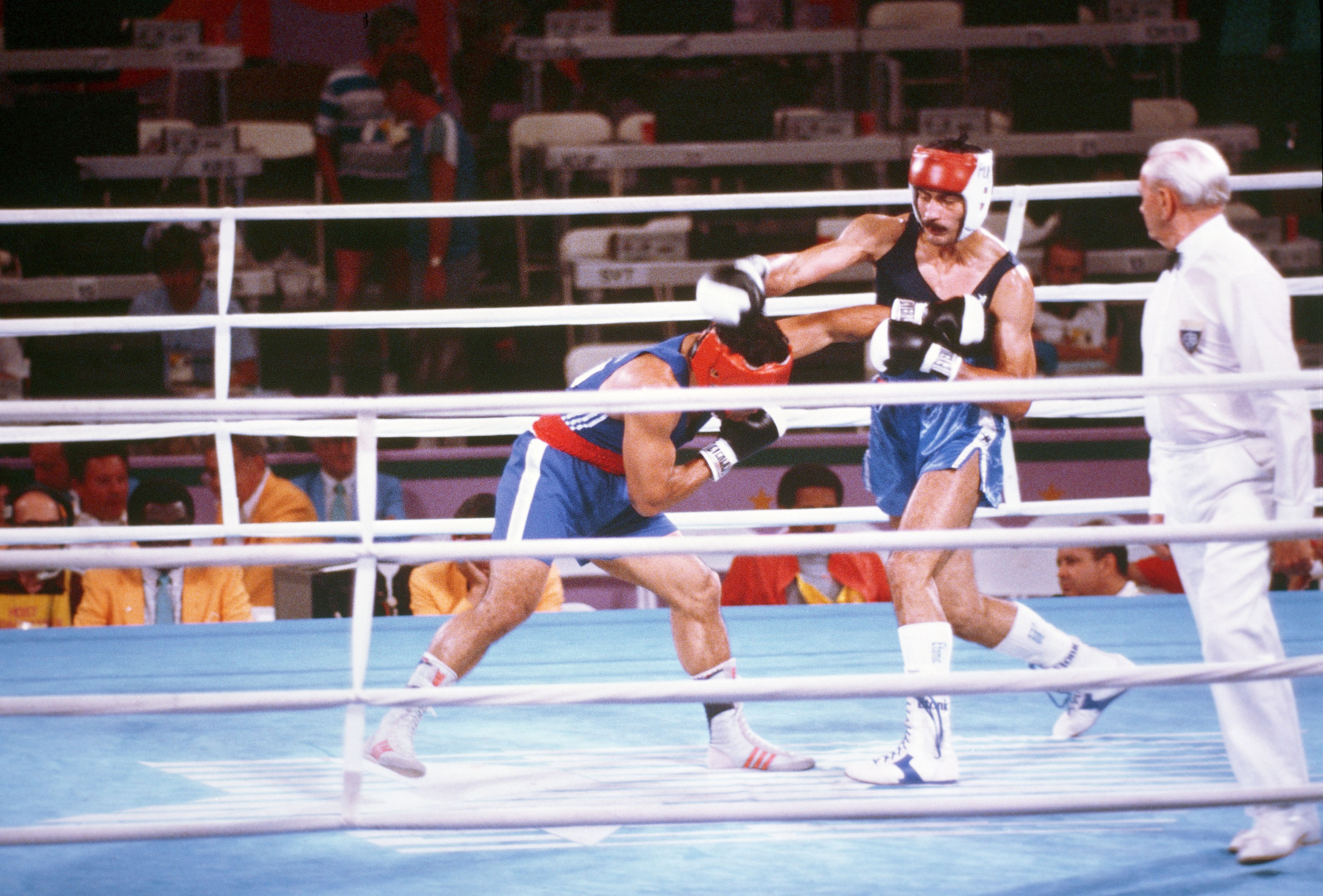
Competició de boxa

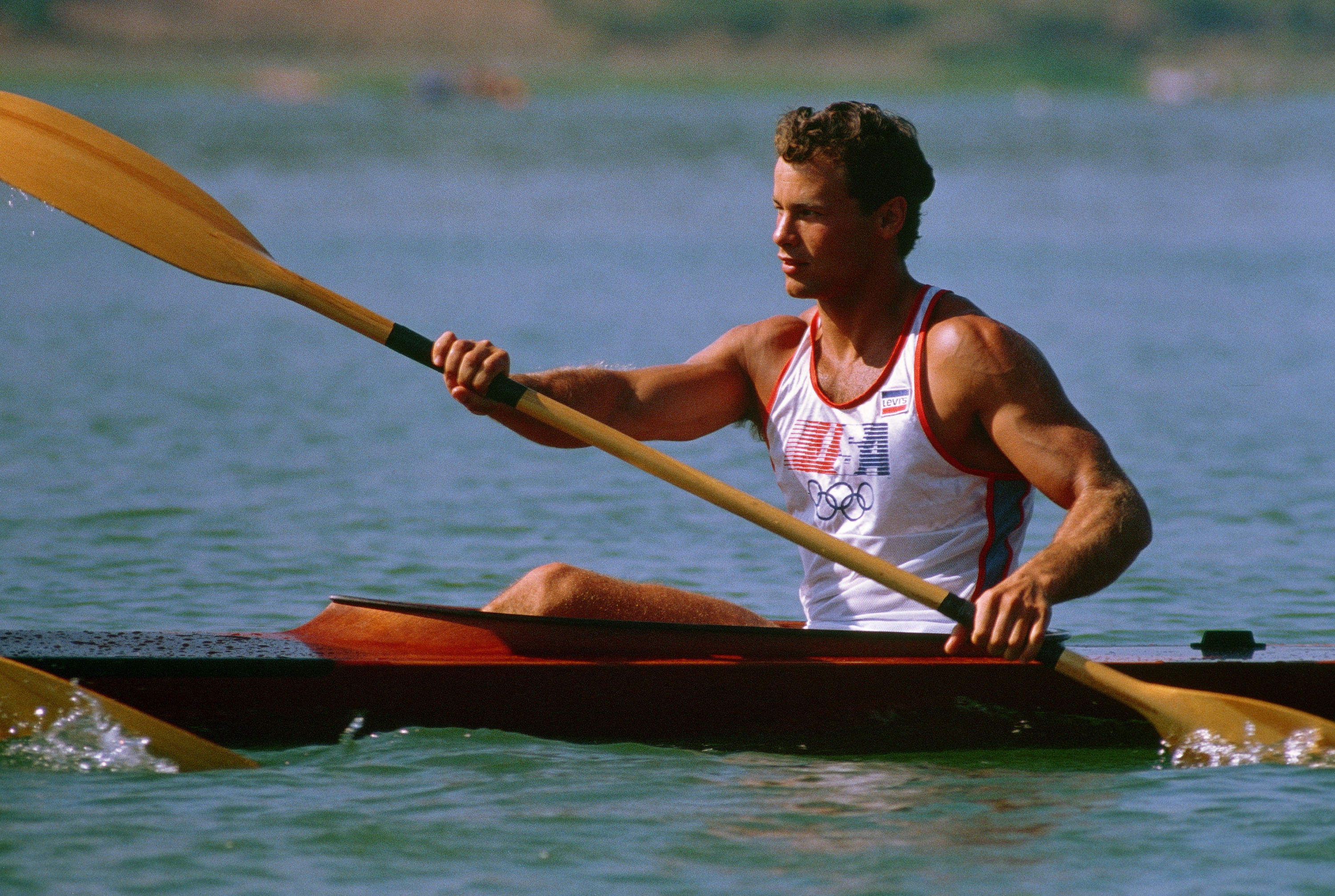
Competició de rem

### Seus a Los Angeles
- Los Angeles Memorial Coliseum – cerimònies d'obertura/clausura i atletisme
- Los Angeles Memorial Sports Arena – boxa
- Dodger Stadium – beisbol
- Pauley Pavilion (Universitat de Califòrnia) – gimnàstica
- Eagle's Nest Arena (Universitat de Califòrnia) – judo
- McDonald's Olympic Swim Stadium (Universitat del Sud de Califòrnia) – natació, natació sincronitzada i salts
- Los Angeles Tennis Center (Universitat de Califòrnia) – tennis
- Gersten Pavilion (Universitat Loyola Marymount) – halterofília
- Carrers de Los Angeles – atletisme (marató)

### Seus al sud de Califòrnia
- El Dorado Park (Long Beach) – tir amb arc
- The Forum (Inglewood) – bàsquet
- Llac Casitas (Comtat de Ventura) – piragüisme i rem
- Olympic Velodrome (Carson) – ciclisme (pista)
- Mission Viejo (Comtat d'Orange) – ciclisme (carretera)
- Santa Anita Park (Arcadia) – hípica
- Fairbanks Ranch Country Club (Rancho Santa Fe) – hípica (concurs complet)
- Long Beach Convention Center (Long Beach) - esgrima i voleibol
- Estadi Rose Bowl (Pasadena) – futbol (final)
- Titan Gymnasium (Fullerton) – handbol
- Weingart Stadium (Monterey Park) – hoquei sobre herba
- Coto de Caza – pentatló modern
- Heritage Park Aquatic Center (Irvine) – pentatló modern (natació)
- Olympic Shooting Range (Chino) – tir olímpic
- Raleigh Runnels Memorial Pool (Malibu) – waterpolo
- Anaheim Convention Center (Anaheim) – lluita
- Long Beach Shoreline Marina (Long Beach) - vela
- Autopista 91 - ciclisme (contrarellotge per carretera)
- Santa Monica College (Santa Monica) – atletisme (marató)

### Altres seus
- Harvard Stadium (Universitat Harvard, Boston) – futbol (preliminars)
- Navy-Marine Corps Memorial Stadium (Acadèmia Naval dels Estats Units, Annapolis) – futbol (preliminars)
- Stanford Stadium (Universitat Stanford, Palo Alto) – futbol (preliminars)

## Aspectes destacats

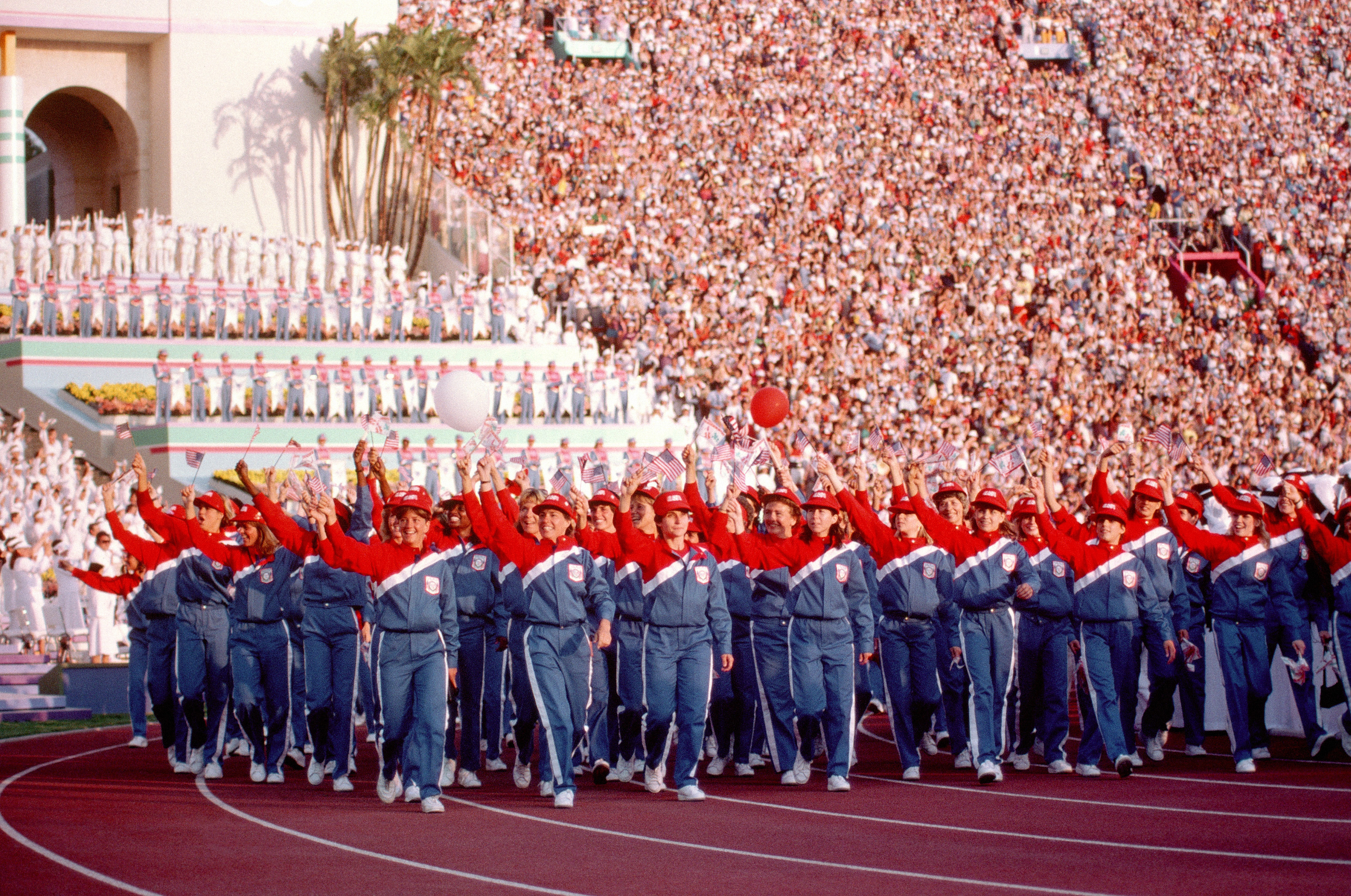
Imatge de la desfilada dels atletes nord-americans al Los Angeles Memorial Coliseum.

- Durant la realització de la cerimònia d'obertura dels Jocs Bill Suitor arribà al centre del Los Angeles Memorial Coliseum mitjançant la utilització del Jet pack, un cinturó amb un coet situat a la seva esquena que aconseguí impulsar-lo a l'aire des de fora de l'estadi. Durant l'entrada dels atletes a l'estadi sonà la composició "Olympic Fanfare and Theme" realitzada per John Williams, esdevenint un dels temes instrumentals més populars de la dècada del 1980.
- Carl Lewis es convertí en l'heroi de les Olimpíades en aconseguir igualar el rècord de Jesse Owens de l'any 1936 obtenint l'or en les disciplines de 100 i 200 metres llisos, el relleu 4x100 i el salt de llargada. Per la seva banda el xinès Li Ning fou considerat el "Príncep de la Gimnàstica" en aconseguir 6 medalles en aquesta disciplina.
- La República Popular de la Xina realitzà la seva primera aparició en unes Olimpíades, aconseguint la primera medalla d'or lliurada en els Jocs en tir olímpic.
- La marató incorporà la competició en categoria femenina, i debutaren en aquests jocs la Gimnàstica rítmica i la natació sincronitzada.
- El britànic Steve Redgrave aconseguí el seu primer or en rem, metall que repetí en quatre edicions olímpiques més.
- La gimnasta nord-americana Mary Lou Retton aconseguí imposar-se en la final individual de gimnàstica artística, sent la primera gimnasta no provinent de l'Europa de l'Est en fer-ho.

## Medaller

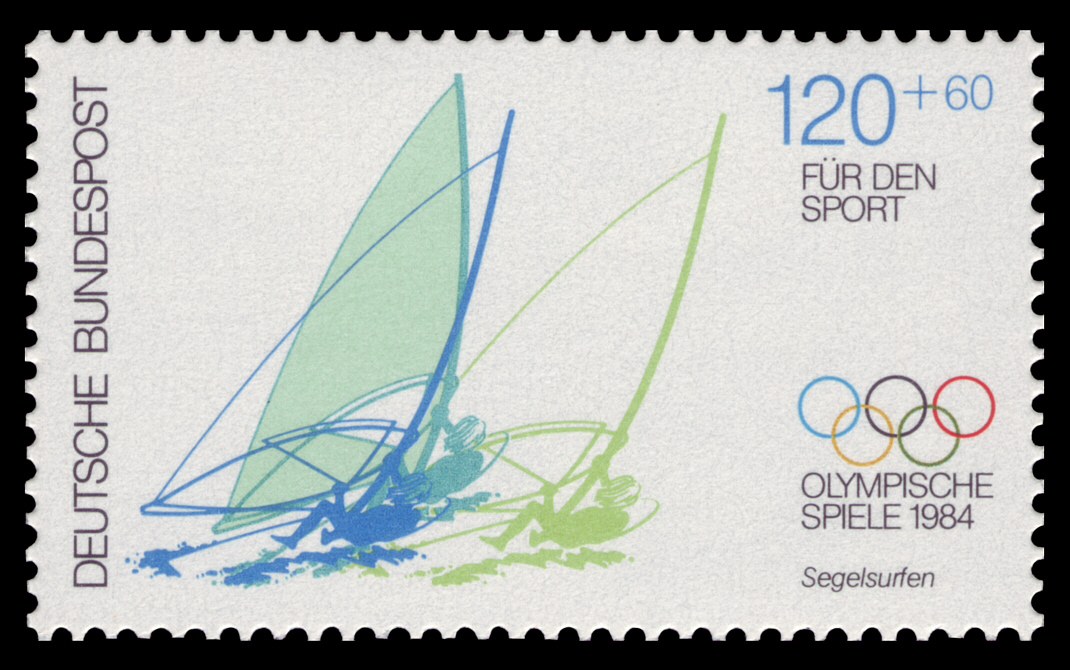
Segell postal alemany commemoratiu

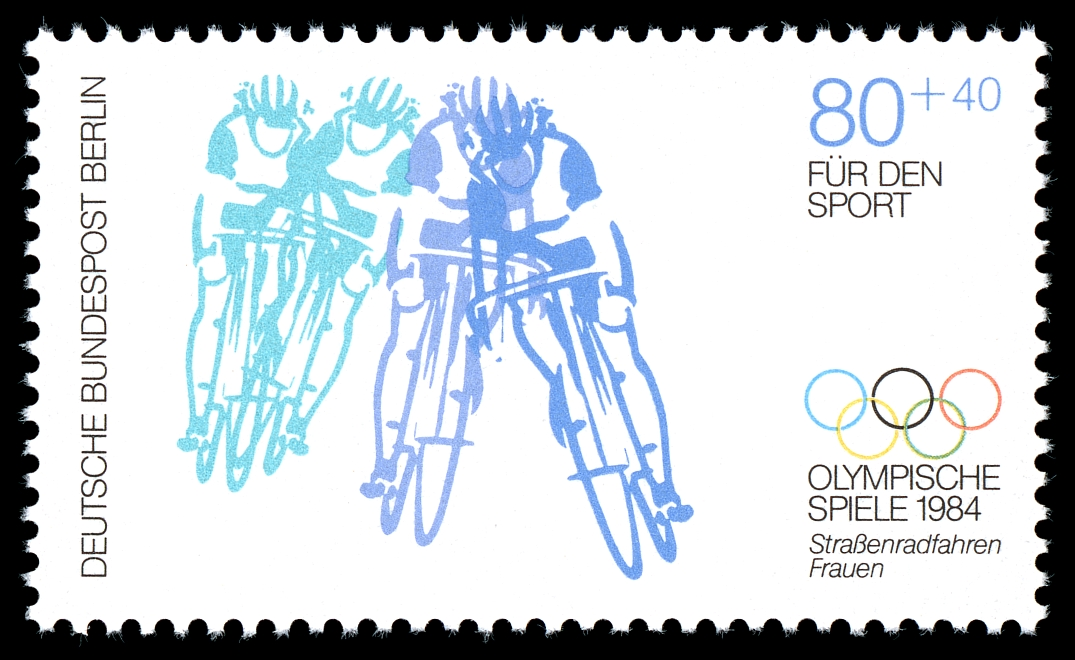
Segell postal alemany commemoratiu

| Pos. | Comitè Olímpic      | Or | Plata | Bronze | Total |
| 1    | Estats Units        | 83 | 61    | 30     | 174   |
| 2    | Romania             | 20 | 16    | 17     | 53    |
| 3    | Alemanya Occidental | 17 | 19    | 23     | 59    |
| 4    | Xina                | 15 | 8     | 9      | 32    |
| 5    | Itàlia              | 14 | 6     | 12     | 32    |
| 6    | Canadà              | 10 | 18    | 16     | 44    |
| 7    | Japó                | 10 | 8     | 14     | 32    |
| 8    | Nova Zelanda        | 8  | 1     | 2      | 11    |
| 9    | Iugoslàvia          | 7  | 4     | 7      | 18    |
| 10   | Corea del Sud       | 6  | 6     | 7      | 19    |

### Medallistes més guardonats
Categoria masculina
| Nom           | CON             | Disciplina | Or | Plata | Bronze | Total |
| Li Ning       | R.P. de la Xina | Gimnàstica | 3  | 2     | 1      | 6     |
| Koji Gushiken | Japó            | Gimnàstica | 2  | 1     | 2      | 5     |
| Carl Lewis    | Estats Units    | Atletisme  | 4  | 0     | 0      | 4     |
| Michael Groß  | RFA             | Natació    | 2  | 2     | 0      | 4     |
| Mitch Gaylord | Estats Units    | Gimnàstica | 1  | 1     | 2      | 4     |
| Mike Heath    | Estats Units    | Natació    | 2  | 1     | 0      | 3     |

Categoria femenina
| Nom                  | CON          | Disciplina | Or | Plata | Bronze | Total |
| Ecaterina Szabo      | Romania      | Gimnàstica | 4  | 1     | 0      | 5     |
| Mary Lou Retton      | Estats Units | Gimnàstica | 1  | 2     | 2      | 5     |
| Nancy Hogshead       | Estats Units | Natació    | 3  | 1     | 0      | 4     |
| Mary T. Meagher      | Estats Units | Natació    | 3  | 0     | 0      | 3     |
| Valerie Brisco-Hooks | Estats Units | Atletisme  | 3  | 0     | 0      | 3     |
| Tracy Caulkins       | Estats Units | Natació    | 3  | 0     | 0      | 3     |